# Anisodes stramineata
Anisodes stramineata är en fjärilsart som beskrevs av W. Warren 1907. Anisodes stramineata ingår i släktet Anisodes och familjen mätare. Inga underarter finns listade i Catalogue of Life.